# Launeddas

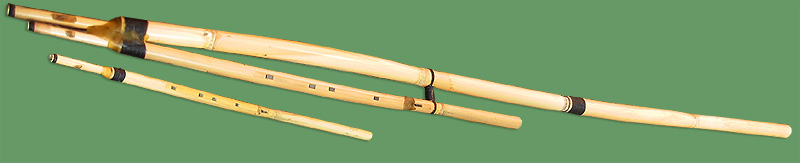
Launeddas

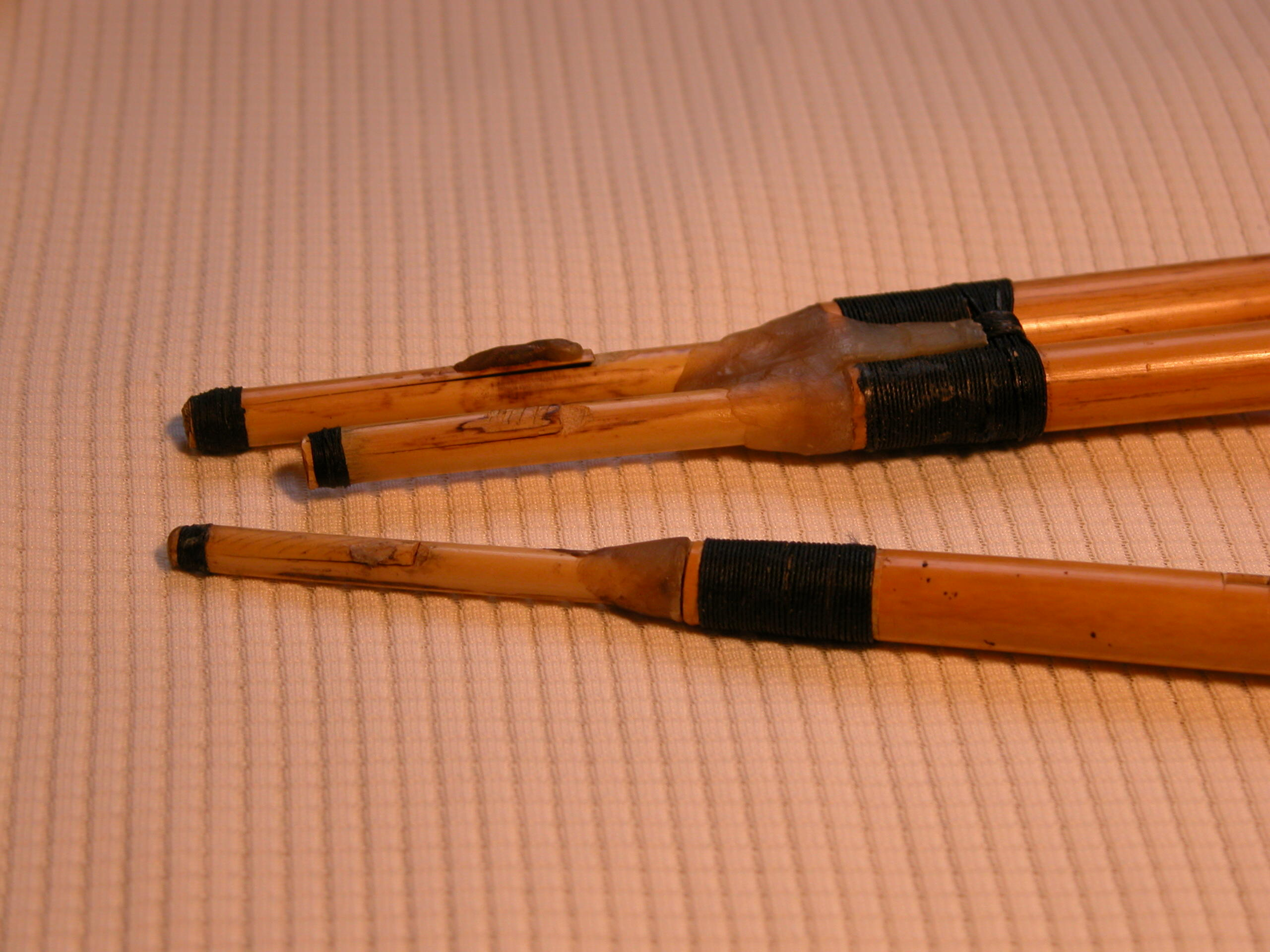
Primer plano de las cañas del launeddas

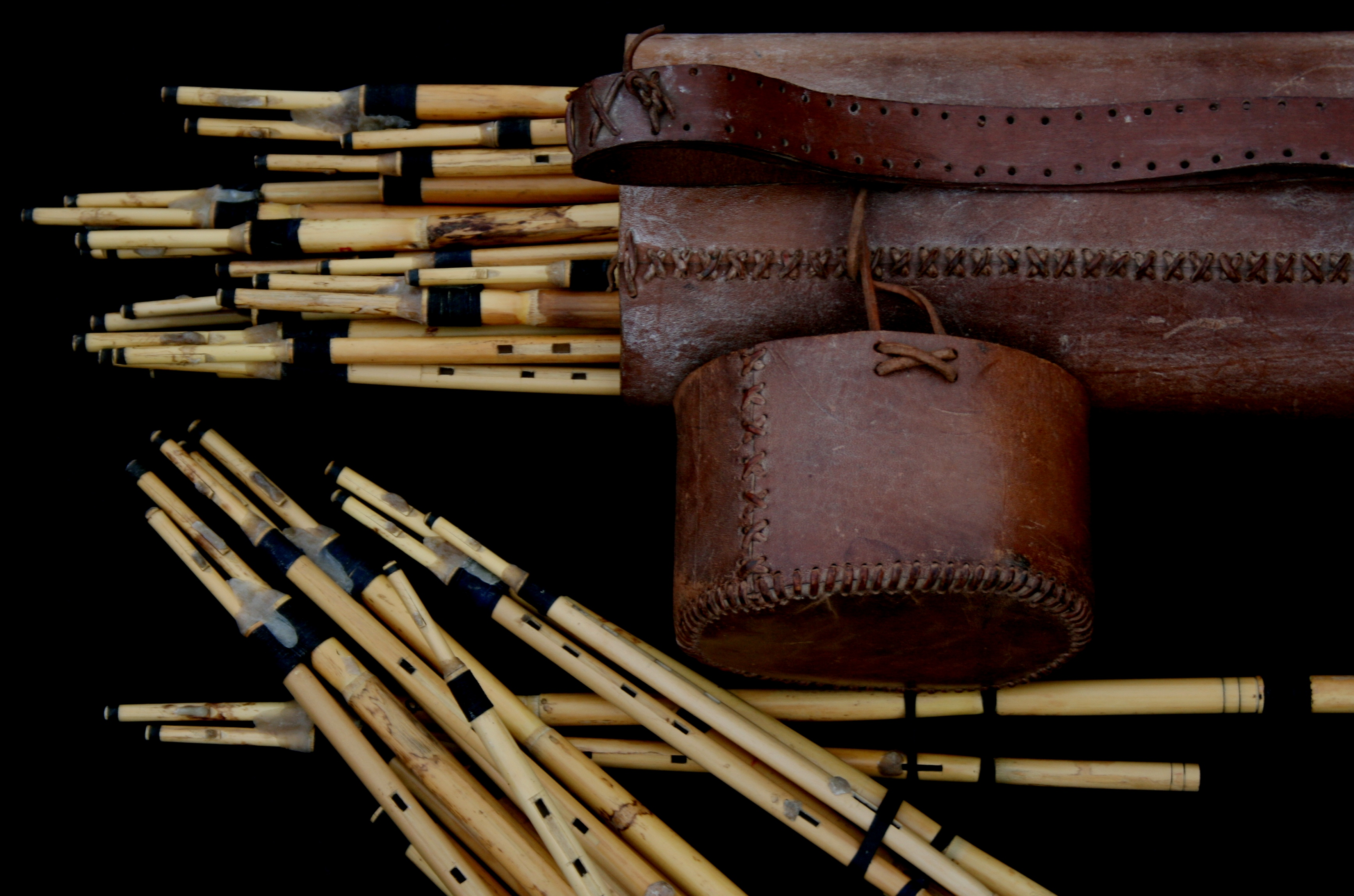
Varios launeddas

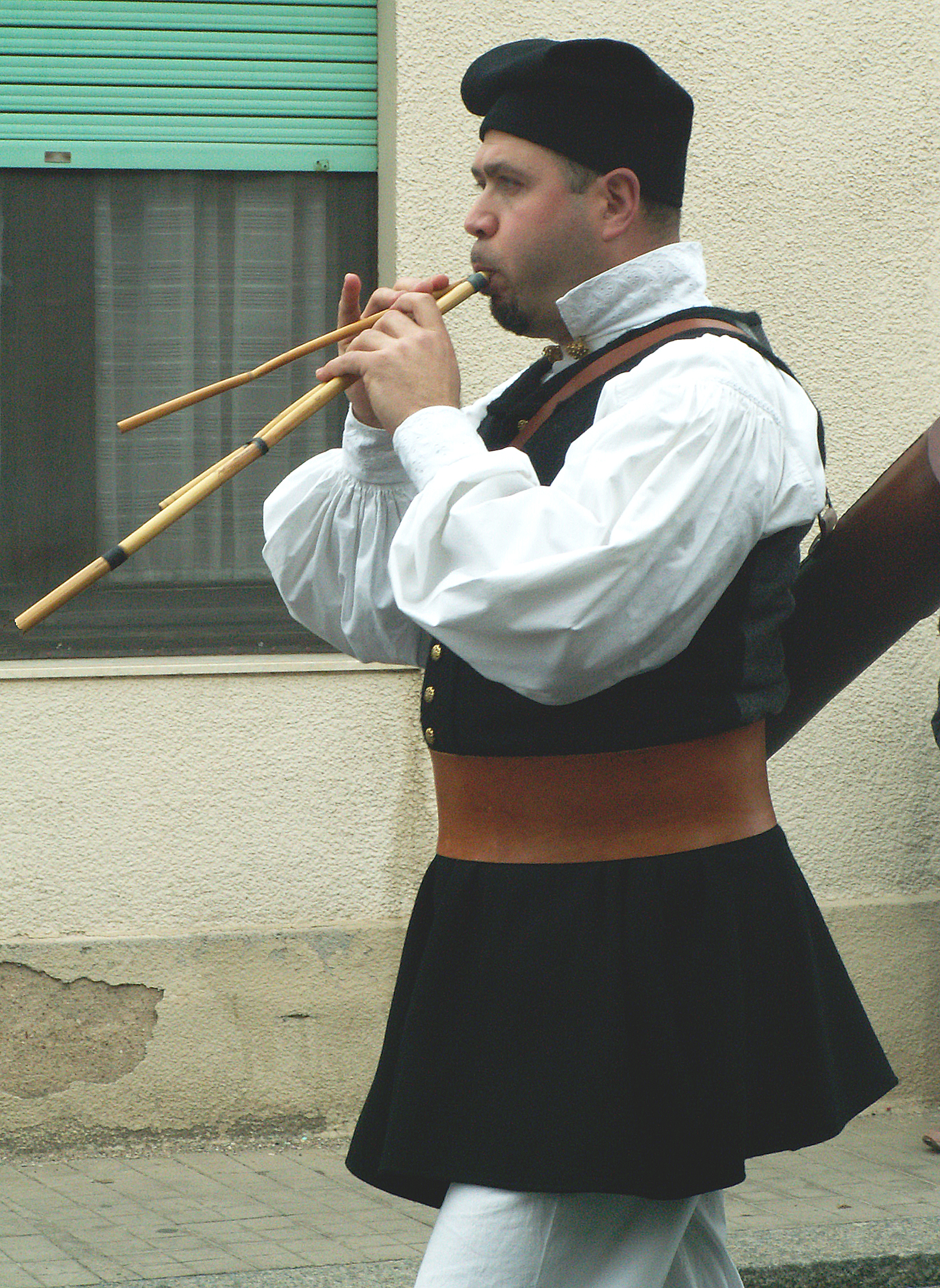
Un Sardo vestido con la indumentaria tradicional tocando el launeddas

El launeddas (también llamado clarinete triple o triplepipe) es un instrumento de viento de la familia de los caramillos típico de la isla de Cerdeña tradicionalmente fabricado en tres partes hechas con caña de junco, con una lengüeta cada una. Es un instrumento polifónico, ya que una de las tres cañas genera un sonido continuo que hace la función de pedal y las otras dos se utilizan para la melodía en terceras y en sextas (con cinco orificios cada una), y se toca mediante el método de la respiración circular.

## Historia del Launeddas
El predecesor del launeddas se relaciona con un instrumento egipcio que se llamaba 'memet', cuyas referencias se remontan hasta el año 2700 a. C.; y se puede encontrar representado en los relieves de las siete tumbas de Saqqarra, en las seis tumbas de Giza, y en las pirámides de la reina de Khentkaus.  El launeddas como tal data de al menos el octavo siglo a. C.  y todavía se sigue tocando hoy en día sobre todo en piezas de música tradicional o en ceremonias religiosas (su ballu en sardo). Se suele tocar utilizando variaciones extensas encima de unas pocas frases melódicas, alargando una sola pieza durante un período largo de tiempo, produciendo "uno de los sonidos más elementales y  resonantes en música europea". 
El launeddas se ha llegado a conocer a nivel internacional especialmente gracias a las interpretaciones de Efisio Melis,  Antonio Lara, Dionigi Burranca o Luigi Lai. Melis y Lara fueron algunas de las estrellas más reconocidas de la década de los años 1930, época dorada de launeddas.
Desde finales de siglo XX el launeddas también ha sido utilizado en contextos menos tradicionales. En 1989, el saxofonista de jazz americano Dave Liebman grabó un CD en Milán llamado The blessing of the old. Long sound, en el cual colaboraron intérpretes del launeddas como Alberto Mariani, Carlo Mariani, y Dionigi Burranca. Otro álbum en el que se puede encontrar el uso del laneddas es el Synergetics--Phonomanie III del saxofonista británico de free jazz Evan Parker, en el que colabora con Carlo Mariani y otros músicos sardos.